# Liberalismo cultural
O liberalismo cultural é uma forma de liberalismo, aplicado à sociedade, que se baseia na ideia dos indivíduos terem liberdade perante às normas culturais. Com frequência expressa-se, nas palavras de Thoreau, como o direito a "marchar ao ritmo de um tambor diferente".
Os liberais culturais acreditam que a sociedade não deve impor nenhum código específico de comportamento, e se veem a si mesmos como defensores dos direitos das pessoas expressarem sua própria identidade como o considerem necessário, desde que não haja dano a ninguém.
Chamam-se "guerras culturais", na política, aos desacordos entre o liberalismo cultural e o conservadorismo cultural. Por exemplo, os liberais culturais sustentam que todas as religiões e formas de culto (ou falta dela) devem ser toleradas. A Declaração Universal dos Direitos Humanos diz "Toda a pessoa tem direito à liberdade de pensamento, de consciência e de religião; este direito inclui a liberdade de mudar de religião ou de crença, bem como a liberdade de manifestar sua religião ou sua crença, individual e colectivamente, tanto em público como em privado, pelo ensino, a prática, o culto e a observância". Os partidários do liberalismo cultural opõem-se firmemente à censura ou qualquer tipo de supervisão, material, oral ou escrita. em tempos de paz. Eles acreditam que a estrutura da família e a natureza do casal deve ser delegada à decisão individual, desde que a escolha não cause dano nenhum à terceiros, nenhum estilo de vida deve ser considerado melhor que o outro.